# Richard Phillips (peintre)
Pour les articles homonymes, voir Richard Phillips et Phillips.
Richard Phillips, né en 1962 à Marblehead (Massachusetts), est un peintre des États-Unis. Sa technique artistique est un mélange de peinture à l'huile et d'émulsion de cire, ses œuvres ont pour résultat un aspect hyperréaliste. Il est notamment connu pour avoir réalisé en 2011 la vidéo First point où l'on peut voir l'actrice américaine Lindsay Lohan bronzer et se promener sur la plage. Il est représenté dans de grandes galeries internationales d'art contemporain, telles que la galerie Almine Rech ,  Gagosian , ainsi que la galerie Kunzt .

## Biographie
Richard Phillips vit et travaille à New York.

## Œuvre
- 1996 : Transfixed.
- 1996-1997 : Girl Child, au musée d'art moderne de Fort Worth.
- 1999 : 
  - Drawing for after the new, dans la Sender Collection, à New York.
  - Scout.
- 2000 : 
  - Blessed Mother.
  - Untitled (smiley), dans la Sender Collection, à New York.
- 2001 : The President of the United States of America.
- 2002 : Sissel.
- 2005 : 
  - Diane Webber, dans la Sender Collection, à New York.
  - Herzausreisser, dans la Colección D.O.P., à Madrid.
  - South Western Theme (after Chris Spollen).
- 2006 :
  - Untitled (Fuck You), dans la Sender Collection, à New York.
- 2007 :
  - Free Base.
  - Frieze.
  - Hell.
- 2008 :
  - Girl with Cigarette.
- 2011 :
  - Untitled (Gossip Girl: Scout), dans la Colección D.O.P., à Paris.